# Grand nègre berbère
Berberia abdelkader
Pour les articles homonymes, voir Nègre (homonymie) et Berbère.
Espèce
Le Grand nègre berbère (Berberia abdelkader) est une espèce de lépidoptères (papillons) appartenant à la famille des Nymphalidae, à la sous-famille des Satyrinae et au genre Berberia.

## Dénomination
Elle a été nommée Berberia abdelkader par Alexandre Pierret en 1837.
Synonyme : Satyrus Abd-el-Kader Pierret, 1837;

### Sous-espèces
- Berberia abdelkader abdelkader dans l'est du Maroc, en Algérie et dans l'ouest de la Libye.
- Berberia abdelkader nelvai (Seitz, 1911) dans l'est de l'Algérie et l'ouest de la Tunisie.
- Berberia abdelkader taghzefti (Wyatt, 1952) dans le Haut-Atlas marocain[1].

### Noms vernaculaires
Le Grand nègre berbère se nomme Giant Grayling en anglais.

## Description
Le Grand nègre berbère est de couleur marron plus ou moins foncé. L'aile antérieure porte en e5 à l'apex un gros ocelle pupillé de bleu entouré de crème ocré, un autre ocelle en e2 et des points postdiscaux bleus parfois très réduits en e3, e4 et e6. Les postérieures portent de même un ou deux discrets ocelles et des points postdiscaux bleus parfois très réduits.
Le revers des antérieures est semblable, celui des postérieures comporte deux bandes blanches qui limitent une bande posdiscale marron et surtout chez la femelle des nervures blanches très nettes.

## Biologie

### Période de vol et hivernation
Le Grand nègre berbère vole en une génération entre juin et novembre suivant l'altitude.

### Plantes hôtes
La plante hôte de sa chenille est Stipa tenacissima,.

## Écologie et distribution
Le Grand nègre berbère est présent en Afrique du Nord, au Maroc dans le Haut-Atlas et le Moyen-Atlas, en Algérie en Tunisie et dans l'ouest de la Libye,.

### Biotope
Il réside sur les pentes rocheuses.

### Protection
Il est considéré comme vulnérable au Maroc.